# 97186 Tore
97186 Tore è un asteroide della fascia principale. Scoperto nel 1999, presenta un'orbita caratterizzata da un semiasse maggiore pari a 3,0151675 au e da un'eccentricità di 0,0778856, inclinata di 12,37763° rispetto all'eclittica.
L'asteroide è dedicato a Salvatore Silanus, detto Tore, amico dello scopritore.